# Crotalaria keniensis
Crotalaria keniensis är en ärtväxtart som beskrevs av Baker f.. Crotalaria keniensis ingår i släktet sunnhampor, och familjen ärtväxter. Inga underarter finns listade i Catalogue of Life.